# 阿陶恩
阿陶恩（西班牙語：Ataun）是西班牙巴斯克自治区吉普斯夸省的一个市镇。总面积59平方公里，总人口1557人（2001年），人口密度26人/平方公里。